# Áreas bajo régimen de administración especial
El impacto de las actividades económicas ejercidas por el ser humano en el ambiente no es nada alentador para el mantenimiento de la vida en el planeta. Por esa razón, se ha considerado necesaria la conservación de ciertas áreas en el globo. Artículo 15. 
Para contribuir a la solución de este problema ambiental, el Estado venezolano ha establecido, mediante la Ley Orgánica de Ordenación del Territorio, la delimitación de unas áreas denominadas Áreas Bajo Régimen de Administración Especial (ABRAE). Las ABRAE poseen una serie de características y potencialidades ecológicas importantes y han sido decretadas por el Ejecutivo nacional para llevar a cabo funciones productoras, protectoras y recreativas. Los decretos presidenciales sobre las ABRAE los aprueba el Consejo de Ministros, y en ellos se especifican los linderos del área protegida y los organismos que se responsabilizarán de su administración.
Así mismo, mediante reglamentos especiales se determinan las actividades que pueden ser realizadas en las áreas protegidas.
La necesidad de las áreas naturales, de gran belleza escénica y valor ecológico incalculable, ha motivado al hombre a proteger los recursos naturales existentes.

## El uso de las áreas protegidas
Las ABRAE poseen una serie de recursos naturales que pueden ser utilizados por las personas, siempre y cuando se garantice el cumplimiento del régimen de administración asignado por el Estado venezolano. En esas áreas solo pueden realizarse actividades que permitan un uso provechoso en la actualidad y en el futuro, para que también se beneficien de ellas las próximas generaciones de venezolanos.
Venezuela es uno de los países más privilegiados de América Latina, ya que posee una gran extensión protegida. Las Áreas Bajo Régimen de Administración Especial ocupan una superficie aproximada de 67 millones 883 mil 078,85 hectáreas, lo que representa el 66,2% del territorio nacional venezolano.
La ley contempla más de una veintena de figuras jurídicas de ABRAE, agrupadas de acuerdo a los fines que cumplen, de la siguiente manera:
- Áreas con fines productivos.
- Áreas con fines protectores.
- Áreas con fines recreativos, científicos y educativos.
- Áreas con otros fines.

Biomas de Venezuela

## Lotes boscosos existentes en Venezuela
- Altiplanicie de Nuria
- Caño Blanco
- Capure
- Fundo Paisolandia
- Lote Privado Flamerich (19.196 ha)

FDFV

### Áreas de Vocación Forestal
Estas áreas, según la Ley Forestal de Suelos y Aguas (1966), en su apartado para Bosques, se denominaban Áreas Boscosas bajo protección. Sin embargo, la Ley de Bosques y Gestión Forestal de 2008 derogó esos aspectos, quedando vigente solo las denominaciones que no colidaran con la nueva ley.
- Chivapure - Cuchivero
- El Baúl - Corralito (Cojedes)
- Las Lajas (Táchira)
- Merejina (Delta Amacuro)
- Nirgua - Aroa (Yaracuy)
- Pedernales (Delta Amacuro)
- Río Aricuaisa (Zulia)
- Río Tarra (Zulia)
- Río Tucuco (Zulia)
- Santa Rosa (Zulia)
- jardin Botanico de Maracaibo (Zulia)

### Zonas de aprovechamiento agrícola
Poseen características especiales por la constitución de su suelo y por las condiciones climáticas de la región. Son zonas de alto potencial para el aprovechamiento agrícola debido a sus excepcionales condiciones, por lo que deben ser sometidas a una mayor preservación.
Las diversas zonas de aprovechamiento agrícola reciben protección de acuerdo con su potencial productor.
Así, existen zonas óptimas para el desarrollo de la agricultura, que han sido resguardadas por el Estado venezolano para ser explotadas mediante técnicas de cultivo que permitan su mejor y mayor preservación.
De la misma forma, el Estado ha caracterizado zonas que son consideradas de bajo potencial para el aprovechamiento agrícola, en las que se requiere del uso de tecnologías especiales que permitan reducir de forma considerable el impacto de las condiciones que limitan su utilidad económica.

### Zonas de aprovechamiento agrícola existentes en Venezuela
- Barlovento
- Depresión de Quíbor
- Depresión de los ríos Turbio - Yaracuy
- Ríos Guanare - Masparro
- Municipio Mara del Estado Zulia
- Perija.

### Áreas rurales de desarrollo integrado
Están compuestas por aquellas zonas que deben ser sometidas a una estrategia de desarrollo fundamentada en la participación coordinada de las entidades públicas y la población rural organizada, con el objeto de concentrar y concertar esfuerzos hacia el logro de una auténtica prosperidad agropecuaria.
´Áreas rurales de desarrollo integrado existentes en Venezuela
- Cuenca del Río Unare
- Módulos de Apure
- Valle del Río Guarapiche
- Valle de Atamo
- Distritos Obispos, Sosa, Rojas y Bolívar del Estado Barinas, y Guanare y Guanarito del Estado Portuguesa (Guanare - Masparro)

### Áreas de protección de Obras Públicas
Están compuestas por las zonas de influencia de las construcciones públicas, que deben ser sometidas a usos conformes con los fines y objetos de la obra. 

### Zonas de reserva para la construcción de presas y embalses
Son aquellas que por sus especiales características y situación, se consideren idóneas para la construcción de presas y embalses.

### Áreas terrestres y marítimas con alto potencial energético y minero
Son todas aquellas zonas que contienen una riqueza energética y minera especial y que ameritan un régimen de preservación del medio combatible con extracción de recursos esenciales para la Nación.

### Costas marinas de aguas profundas
Zonas marítimas que por sus especiales características y situación, sean consideradas óptimas para el desarrollo de puestos de carga y embarque, las cuales comprenderán el área marítima que delimite el Decreto. 

### Planicies inundables
Espacios del territorio nacional, adyacentes a los cursos de aguas superficiales y que pueden llegar a ser ocupados por los excesos de aguas cuando se desbordan de sus cauces naturales.

## Áreas con fines protectores
Poseen un conjunto de características especiales en cuanto a su ubicación, condiciones geográficas y cercanía a poblaciones, que influyen en el proceso de regulación del clima de una región.
Algunas áreas protegidas con estos fines son las denominadas zonas protectoras, las reservas hidráulicas, los refugios y reservas de fauna, los parques litorales y las áreas críticas.

### Zonas protectoras
Son decretadas para limitar legalmente la propiedad de la tierra. Sus principales funciones son: permitir la conservación de los bosques, la fauna, los suelos y las aguas.
Las zonas protectoras pueden ser aprovechadas en actividades forestales

### Reservas hidráulicas
Se encuentran en zonas donde la configuración geológica y los abundantes reservorios naturales de agua requieren de un uso y mantenimiento óptimos, a fin de promover la conservación del agua como recurso estratégico.
En estas zonas se permite, principalmente, el aprovechamiento forestal e hidroeléctrico, aunque también pueden ser utilizadas, de manera controlada, para la actividad agropecuaria, la explotación minera, la extracción de flora y fauna, la ocupación por parte de poblaciones humanas y la cacería deportiva.

#### Reservas hidráulicas existentes en Venezuela
- Aguas Calientes (Táchira )
- Cerro Machado - El Silencio (Táchira)
- San Pedro del Río (Táchira)
- Zona Sur del Lago de Maracaibo (Táchira y Zulia)
- Región Valle de Quíbor (Lara)
- Distritos Obispos, Sosa, Rojas y Bolívar del Estado Barinas, y Guanare y Guanarito del Estado Portuguesa (Guanare - Masparro)

### Reservas de Biosfera
Están compuestas por aquellas zonas en la que se combinan la presencia de biomasas naturales que deben ser preservadas por su alto valor científico y biológico, con la presencia de poblaciones locales caracterizadas por modos de vida en lo económico, social y cultural, que configuran un especial sistema de relaciones hombre-espacio.

#### Reservas de Biosfera existentes en Venezuela
- Alto Orinoco
- Delta del Orinoco

### Refugios de fauna
Son áreas que requieren intervención activa con fines de manejo, para garantizar el mantenimiento de los hábitats, así como para satisfacer las necesidades particulares de determinadas especies, como sitios de reproducción y otros sitios críticos para recuperar o mantener las poblaciones de las mismas.

### Reservas de Fauna
Se destinan al desarrollo de programas de control, manejo, ordenamiento y aprovechamiento continuo de diversas especies animales. En estas áreas se permiten las actividades recreativas pasivas y el aprovechamiento controlado de la fauna.

### Santuarios de Fauna
Son aquellas zonas donde habiten animales peculiares de la fauna nacional, o especies raras en el mundo, o aquellas donde la concentración de determinados animales constituya o pueda constituir motivo de recreación y turismo. En Venezuela solo existe un Santuario de Fauna, decretado en el año 2008, conocido como Santuario de Fauna Silvestre Cuevas de Paraguaná (que incluye las cuevas de: El Guano, Jacuque, El Pico y Piedra Honda).

### Parques litorales
Permiten el uso controlado y la preservación de los recursos naturales en las zonas costeras del país.
Como explican la falta de beneficios en algunos estados de Venezuela con referencias a los parques.

### Áreas críticas con prioridad de tratamiento
Son aquellas áreas del país que, por sus condiciones ecológicas, deben ser penetradas
con gran prioridad a planes de manejo, ordenación y protección.

### Áreas de Protección y Recuperación Ambiental
Se encuentran constituidas por todas aquellas zonas donde los problemas ambientales provocados o inducidos, bien sea por la mano del hombre o por causas de índole natural, requieran de un plan de manejo que establezca un tratamiento de recuperación o uno que elimine los fenómenos de degradación.

## Áreas con fines recreativos, científicos y educativos
Son espacios naturales preservados por su gran valor científico, cultural, educativo, histórico, recreativo... Las principales áreas protegidas con estos fines son los parques nacionales y los monumentos naturales.

### Parques Nacionales
Son áreas bastante extensas y hermosas del territorio venezolano, que han sido escasamente alteradas por la acción del ser humano y se mantienen prácticamente en estado natural. En estas áreas existe una gran variedad de especies de fauna y flora.
En los parques nacionales solo se permite el aprovechamiento del agua con severas restricciones y las actividades educativas, científicas y recreativas.

### Monumentos Naturales
Son áreas relativamente pequeñas que poseen un rasgo natural, terrestre o marino con valor histórico o científico de interés nacional. Un monumento natural puede ser un accidente geográfico o un sitio de rareza o belleza excepcional.

### Zonas de Interés Turístico
Son aquella áreas que por sus características naturales, ecológicas, demográficas, urbanísticas, socioculturales, geoestratégicas y de valor histórico reflejen en la propia comunidad nacional como en la internacional, la identidad del país y sean capaces de generar corrientes turísticas interracional económico de la actividad turística.
- Costa del Golfo de Venezuela.
- Isla La Tortuga, Las Tortuguillas, Cayo Herradura y Los Palanquines.
- Punta El Escarpado - Playa San Luis, San Antonio del Golfo, Laguna Grande, La esmeralda - Carúpano, Castillo de Araya, Playa La Tutush.
- Puerto Tuy - Caño Copey (Terreno)
- Litoral de la Región Capital (estados Vargas y Miranda).
- Península de Paraguaná.
- Distrito Jáuregui.
- Balneario de Chururú.
- San Pedro del Río.
- Laguna del Paraíso.
- Punta Cabo Blanco - Punta Cazonero (Playa el Agua).
- Sector El Yaque.
- Costa Oriental de Falcón.
- Hotel Ávila.
- Museo de Arte Colonial de Mérida.
- Península de Macanao
- Parque nacional Morrocoy
- Parque nacional Mochima
- Gran Sabana
- Parque nacional Canaima
- Parque nacional Archipiélago de Los Roques
- Isla La Tortuga y Isla La Blanquilla
- Parque nacional Aguaro-Guariquito
- Playa El Agua
- Playa El Yaque
- Inmuebles del hotel Ávila y los inmuebles anexos
- Estación Los Teques - El Encanto
- Utilidad Pública las Playas del Litoral de los Estados Anzoategui, Miranda, Nueva Esparta y Sucre
- Isla de Margarita
- Parque nacional Dinira
- Parque nacional Chorro El Indio
- Museo del Táchira